# Plethodon sequoyah
Plethodon sequoyah (tên tiếng Anh: Sequoyah Slimy Salamander) là một loài kỳ giông trong họ Plethodontidae.
Nó là loài đặc hữu của Bắc Mỹ.
Môi trường sống tự nhiên của chúng là các khu rừng ôn hòa.